# Василије Лакапин
Василије Лакапин (око 925 – око 985), који се назива и Паракоменос ( ό παρακοιμώμενος ) или Нотос ( ό Νόθος, „Копиле“),  је био ванбрачно дете византијског цара Романа I Лакапина . Служио је као паракоимомен и главни министар Византијског царства већи део периода од 947. до 985. године, под царевима Константином VII (његов зет), Нићифором II Фоком, Јованом I Цимискијем и Василијем II (његовом унуку - сестрићу) .

## Биографија

### Порекло и почетак каријере
Василије је био ванбрачни син цара Романа I Лакапина (владао 920–944) од конкубине.   Пријављено је да је његова мајка била робиња „ скитског “ (могуће имплицира словенског) порекла,  али према Кетрин Рингроуз „ово би могло бити само пежоративни топос“.  Тачан датум његовог рођења није познат;  Оксфордски речник Византије сугерише ца. 925,  док је холандски научник ВГ Брокаар сугерисао негде између 910. и 915.  Каснији византијски хроничари попут Јована Скилице, Зонаре и Кедрина, тврде да је Василије кастриран као одрасла особа, након свргавања његовог оца 944. ; Михајло Псел међутим извештава да је то учињено из политичких разлога током његовог детињства, што је гледиште које подржавају савремени научници као што су Брокар и Рингроуз, пошто се кастрација одраслих сматрала опасном и била је прилично ретка.   
Његова улога за време владавине његовог оца је непозната. Прво се појављује као протовестијариос (комора) цара Константина VII Порфирогенита (р. 913–959), легитимног цара македонске династије, али је нејасно да ли га је цар Роман I Лакапин именовао на ту функцију или га је именовао цар Константин VII после Романове пропасти. Савременик Теофанов Настављач извештава да је Василије био одан и посвећен слуга цара Константина VII, и да је имао блиске односе са Константиновом женом и сопственом полусестром, царицом Јеленом Лакапин .   Након свргавања цара Романа I Лакапина у децембру 944. године, Василије је подржао цара Константина VII када је поново преузео власт од Василијеве полубраће Стефана Лакапина и Константина Лакапина у јануару 945. и био награђен вишим титулама и функцијама: у својим печатима и посветним натписима назива се басиликос, патрикиос, „ парадинастеуон Сената “ (вероватно искривљење које указује на комбиноване титуле парадинастеуона и протоса, „првог“ у Сенату), као и мегас баиоулос (велики учитељ ) Константиновог син и наследник, будућег цара Роман II (р. 959–963). У  947/8 даље је уздигнут од протовестијарија до паракоимомена (главног коморника), наследивши на том положају Теофана .  
Године 958. повео је трупе на исток да појача снаге генерала (и будућег цара) Јована Цимискија у његовом походу на Арапе: Византинци су упали у Самосату и нанели тежак пораз великој војсци под командом Хамданидског емира Алепа, Саифа ал- Давла . Византинци су направили многе заробљенике, укључујући рођаке Хамданидског емира. Као резултат тога, Василију је дозвољено да прослави тријумф на Хиподрому у Цариграду, где су заробљеници парадирали пред становништвом византијске престонице.   Василије је био противник патријарха Полијевкта (956–970) и настојао је, са извесним успехом, да окрене цара против њега. Према изворима, то је било зато што је патријарх осудио среброљубље Лакапина и њихових рођака. Он је био уз цара Константина VII током његових последњих дана и био је тај који је умотао његов леш његовим погребним покровом. 

### Каријера под царевима Романом II, Нићифором II Фоком и Јованом I Цимискијем
По његовом приступању, цар Роман II га је разрешио и фаворизовао другог званичника, Јосифа Врингу, који је преузео Василијеве положаје парадинастеуона, протоса и паракоменоса . Овим је започело жестоко ривалство, па чак и мржња између њих двојице.   Василије је остао по страни све време владавине, али када је цар Роман II умро почетком 963. године, његови синови цареви Василије II и Константин VIII били су малолетни и избила је борба за престо. Василије је стао на страну угледног генерала Нићифора Фоке против Вринге. Василије је наоружао своје бројне пратиоце — неких 3000 према изворима — и са градском руљом напао Врингу и његове присталице и преузео контролу над градом и лукама. Вринга је потражио уточиште у Аја Софији, док је Василије мобилисао царски дромон и друга пловила у Хрисопољу, где је Фока чекао са својом војском. Фока је ушао у град и крунисао се за старијег цара као старатељ младих синова цара Романа II.   Као награду за своју улогу у Фокином уздизању на престо, Василије је враћен на старо место као паракоменос и добио је нови узвишени чин проедроса (у потпуности проедрос тес Синклетоу, „председник Сената“) . Уздизање на ову функцију укључивало је посебну церемонију, укључену у Де церемониис, а можда је написао или уредио лично Василије. 
Нејасно је какву је улогу Василије играо под Фоком. Извештај Лиутпранда из Кремоне током његове посете 968. показује га међу високим достојанственицима византијског двора, али други човек режима је очигледно био Нићифоров млађи брат, куропалати и логотет тоу дрому Лав Фока Млађи .  Иако није учествовао у Цимискијевом атентату на Фоку у децембру 969. претварајући се да је болестан (а онда се у стварности разболео), знао је за то и дао је пуну подршку Цимискијевом преузимању престола након тога, пославши његови агенти у град да упозоре становништво да не подстиче немире или се бави пљачком. Према савременом историчару Лаву Ђакону, Василије је био близак Цимискијев пријатељ, али може бити и да је Василијева подршка овом преврату била настојање да сачува положај и права његових нећака царева Василија II и Константина VIII, као наставак Фокиног режим би вероватно видео Лава Фоку да наследи свог брата. 
Василије је помогао новом цару да се ослободи Фокиних присталица и рођака. Такође је помогао у пензионисању удовице царева Романа II и Нићифора II Фоке, царицеТеофане, и саветовао је цара Јована I Цимискија да учврсти свој положај оженивши Теодору, ћерку цара Константина VII.  Под Цимискијем, Василије је играо водећу улогу у управљању државом, посебно у фискалној администрацији, док се сам Цимискије више бавио спољном политиком и својим војним походима.  Сам Василије је учествовао у великом походу на Русе у Бугарској 971. године, коме су поверене резервне снаге, и комора, док је сам Цимискије са својим елитним трупама кренуо напред.  
Током овог периода, Василије је стекао огромно богатство, укључујући читава насеља у недавно освојеним југоисточним деловима Анадолије . Лав Ђакон помиње локалитете Лонгиас и Дризе, док Скилица извештава да је поседовао област између Аназарбоса и Подандоса. Ово богатство је било узрок Василијевог раскида са Цимискијем; извори преносе да је по повратку из похода у Сирију 974. године, цар видео огромна имања која припадају Василију, и одлучио да крене против њега. Сазнавши за то, Василије је организовао тровање Цимискија, иако се извори разликују о томе како и где је то учињено.   Савремени научници су скептични према овим извештајима; како пише Кетрин Рингроуз, „савременици су веровали да се евнуси, као и жене, ретко часно боре са мушкарцима и уместо тога прибегавају отрову и другим подмуклим триковима“, док Оксфордски речник Византије говори о „гласинама да је [Цимискија] отровао Василије Копиле“. Сигурно је само да се Цимискије разболео током свог похода и да је умро у Цариграду убрзо по повратку.  

### Каријера под царем Василијем II
Наставио је да обавља своју функцију у раној владавини цара Василија II, али 985. млади цар - желећи сам да преузме власт након што су му тридесет година доминирали намесници и цареви - оптужио га је да сарађује са побуњеником Вардом Фоком и уклонио Василија са власти. Сва његова земљишта и поседи су конфисковани и сви закони издати под његовом управом проглашени су ништавним. Сам Василије Лакапин је био прогнан и убрзо је умро.

## Покровитељство уметности
Његово огромно богатство омогућило је Василију да постане, према Оксфордском речнику Византије, „један од најраскошнијих заштитника византијске уметности“. Сачувано је неколико уметничких предмета које је наручио, укључујући реликвијар главе Светог Симеона Столпника у Камалдолију у Италији, патену од жутог јасписа и путир у базилици Светог Марка у Венецији и добро познати емајлирани крст реликвијар ( staurotheke ) у Лимбуршкој катедрали у Немачкој.   Још један реликвијар са главом Стефана Првомученика држан је у фрањевачком манастиру у Ираклиону, а описао га је 1628. мисионар Александар Басилопулос.  Према Виталијену Лорану, ови предмети деле сличне карактеристике у својој богатој и квалитетној декорацији и релативно дугим стиховним посветним натписима који их прате. Вероватно су све биле посвете манастиру Светог Василија у Цариграду, чије је благо касније опљачкао цар Василије II.  Три рукописа која је он наручио такође су сачувана, сви написани на пергаменту високог квалитета: збирка Тактике, укључујући и његову сопствену расправу о поморском ратовању, која се сада налази у Библиотеци Амбросиана у Милану ; проповеди Јована Златоустог, у Дионисијском манастиру Свете Горе, Грчка ; и јеванђеље са Павловим посланицама којем претходи леп књишки епиграм  посвећена Василију сада у Санкт Петербургу .  Он је такође вероватни покровитељ Јосхуа Ролл -а (БАВ, Пал. Гр. 431) илуминирани свитак старозаветне књиге Исуса Навина. 